# マイク・モロスキ
マイク・モロスキ（Mike Moroski 1957年9月4日- ）はカリフォルニア州ベーカーズフィールド出身のアメリカンフットボール選手。ポジションはクォーターバック。

## 経歴
1975年から1978年までカリフォルニア大学デービス校でプレーし、多くの大学記録を作った。3年次と4年次には、ファー・ウェスト・カンファレンスの最優秀選手に2年連続で選ばれた。また大学の野球チームの投手も務めた。
1979年のNFLドラフト6巡でアトランタ・ファルコンズに指名されて入団した。母校からNFL入りしたQBは、彼が初めてであった。ファルコンズには、1984年まで6シーズン在籍し、スティーブ・バートコウスキーの控えQBを務め、1983年、1984年は全試合に出場、1984年は1,200ヤード以上を投げた。
1985年はヒューストン・オイラーズに所属した。
1986年はサンフランシスコ・フォーティナイナーズに所属し、ジョー・モンタナとジェフ・ケンプが負傷した後、2試合で先発出場を含む15試合に出場した。プロフットボール殿堂入りWRジェリー・ライスにもTDパスを投げている。
1987年にナイナーズがスティーブ・ヤングをトレードで獲得した直後に解雇された。NFL通算8TD、18インターセプトであった。
1988年より母校であるカリフォルニア大学デービス校のアシスタントコーチに就任、オフェンスコーディネーター、アシスタントヘッドコーチなどを務めた。2000年には彼のオフェンスは、1試合あたり520ヤードを獲得、47得点をあげたが、これはその年のNCAAディビジョンII校中2位の記録であった。
2013年1月、アイダホ大学の新ヘッドコーチに就任することが発表された。